# Tunjë
Tunjë es una localidad albanesa del condado de Elbasan. Se encuentra situada en el centro del país y desde 2015 está constituida como una unidad administrativa del municipio de Gramsh. A finales de 2011, el territorio de la actual unidad administrativa tenía 1393 habitantes.
La unidad administrativa incluye los pueblos de Tunjë, Tunjë e Re, Duzhe, Jance Qënder, Jance Mal, Prrenjas, Irmenj, Plepas, Katerlis, Oban, Sarasel y Lubinje.
Se ubica unos 5 km al oeste de la capital municipal Gramsh.